# Brun (Sachsen)

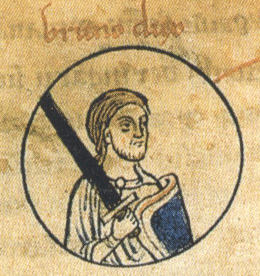
Brun in der Verwandtschaftstafel der Ottonen (Chronica St. Pantaleonis, zweite Hälfte des 12. Jahrhunderts. Herzog August Bibliothek, Wolfenbüttel, Cod. Guelf. 74.3 Aug., pag. 226)

Brun (* um 830/840; † 2. Februar 880) aus der Familie der Liudolfinger war der Sohn des sächsischen Grafen Liudolf und der Oda. Er gilt als Stammvater der Brunonen, obwohl Kinder nicht überliefert sind.
Brun fiel am 2. Februar 880 im Kampf gegen die Normannen (siehe Normannenschlacht 880) in der Lüneburger Heide. Brun wird zu den sogenannten Ebstorfer Märtyrern gezählt. Das Ereignis fand Eingang in die zeitgenössische Geschichtsschreibung der fuldischen Annalen, und der Toten wurde in den Totenannalen desselben Klosters als Graf und Bruder der Königin, comes et fr(ater), gedacht. Sogar in das entfernte Kloster Reichenau sandte man ihre Namen, die dort in das Verbrüderungsbuch eingetragen werden. Bruns Erbe als Haupt der Liudolfinger trat sein Bruder Otto der Erlauchte an.
In der älteren Forschung war es unbestritten, dass die Liudolfinger in der zweiten Hälfte des 9. Jahrhunderts die führende Stellung in Sachsen einnahmen. Bereits der 866 verstorbene Stammvater Liudolf galt als „Stammesherzog“, dem seine Söhne Brun und Otto in seinem Rang folgten. Die jüngere Forschung beurteilt diese Ansicht zurückhaltender. Die Entstehung des „jüngeren Stammesherzogtums“ in Sachsen in der zweiten Hälfte des 9. Jahrhunderts ist heute Gegenstand intensiver Neubewertung.
1948 wurde der Herzog-Bruno-Weg in Hamburg-Niendorf nach ihm benannt.